# Pavelló Barris Nord
Der Pavelló Barris Nord (spanisch Pabellón Barris Nord) ist eine Mehrzweckhalle in der spanischen Stadt Lleida, Autonome Gemeinschaft Katalonien. Die Halle wird hauptsächlich für Basketball genutzt und ist die Heimspielstätte des Força Lleida CE. Sie bietet 6100 Zuschauern Sitzplätze. Die Halle verfügt u. a. über sechs Mannschaftsumkleidekabinen und vier Einzelumkleiden, ein Fitnessstudio, Büros und Besprechungsräume, einen V.I.P.-Raum sowie einen Presseraum.

## Geschichte
Der Auslöser für den Bau war der Aufstieg der CE Lleida Bàsquet 2001 in die Liga ACB, die höchste spanische Basketballliga. Der Pavelló Onze de Setembre mit 2200 Plätzen erfüllte nicht die Anforderungen der Liga ACB. Es schlossen sich 40 Unternehmen aus Lleida zusammen und am 1. Juni 2001 begann die Errichtung des Pavelló. Exakt im Zeitplan zum ersten Spiel wurden die Arbeiten am 4. Oktober, nach nur 125 Tagen, abgeschlossen und die Einweihung gefeiert. Damals besaß die Halle 5500 Plätze für die Besucher. 2003 wurde die Veranstaltungshalle auf die heutige Zahl von 6100 erweitert. 2012 zog sich der CE Lleida Bàsquet aus finanziellen Gründen vom Spielbetrieb zurück. Der danach neugegründete Força Lleida CE übernahm den Platz in der zweitklassigen LEB Oro und trägt seitdem seine Heimspiele im Pavelló Barris Nord aus.
Der FC Barcelona nutzte die 180 km von der katalanischen Hauptstadt Barcelona entfernte Halle für Veranstaltungen seiner verschiedenen Abteilungen. Ende April 2012 war sie Austragungsort des Final Four im UEFA-Futsal-Pokal 2011/12 mit Gastgeber FC Barcelona. Am 12. und 13. Mai 2017 wurde das Final Four der CERH European League 2016/17 (Rollhockey) im Pavelló Barris Nord mit dem Gastgeber FC Barcelona ausgetragen.

## Galerie

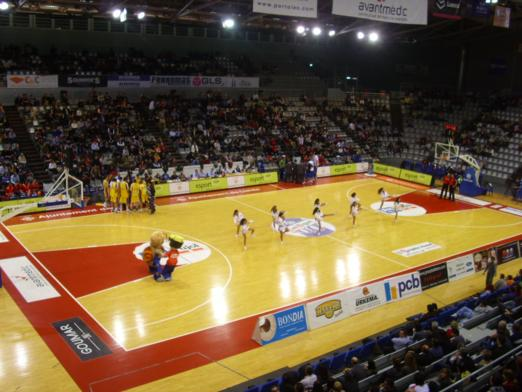
Basketballspiel zwischen dem CE Lleida Bàsquet und CB Valladolid im Pavelló Barris Nord (April 2014)
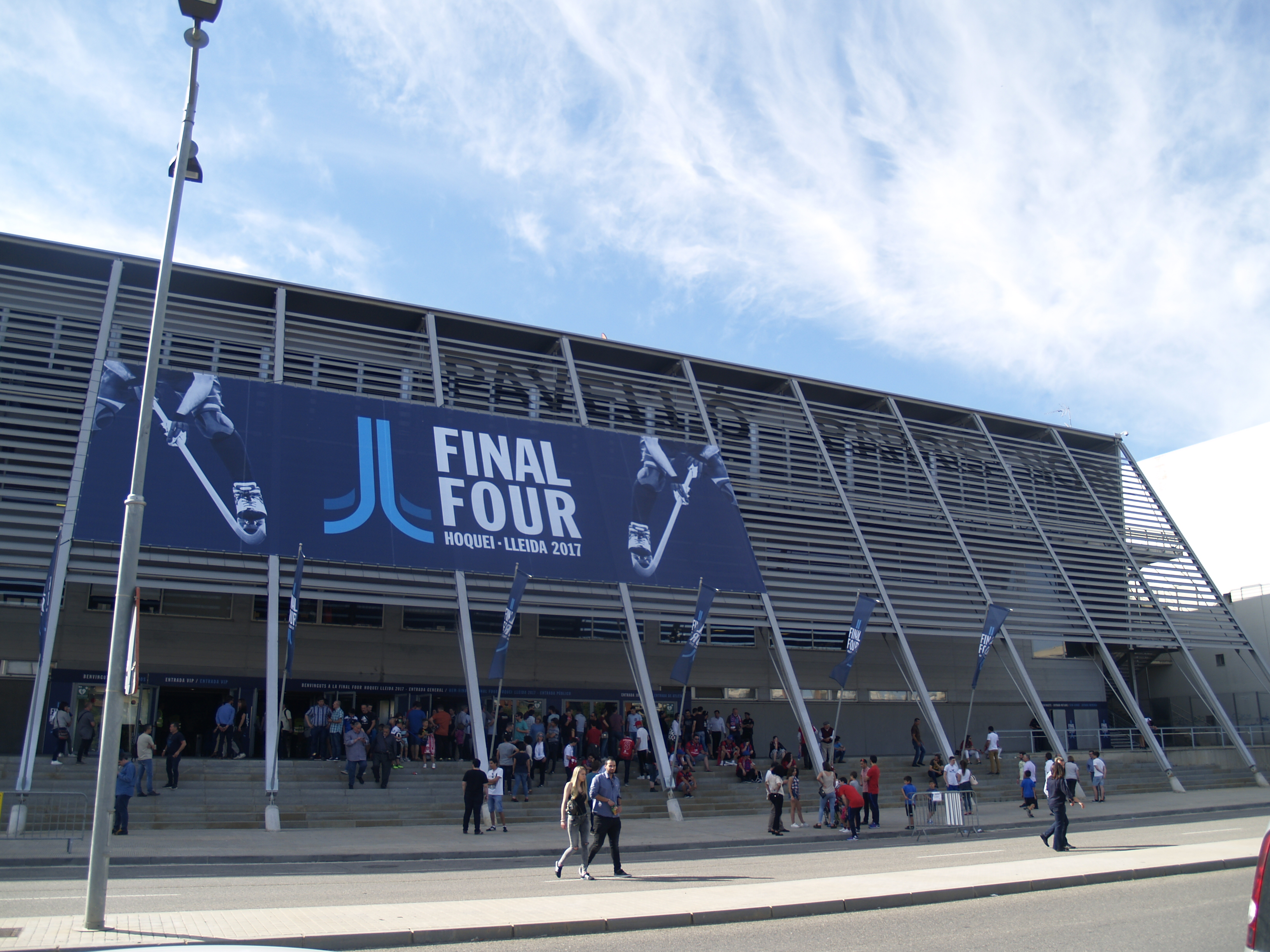
Final Four der CERH European League 2016/17 im Pavelló Barris Nord
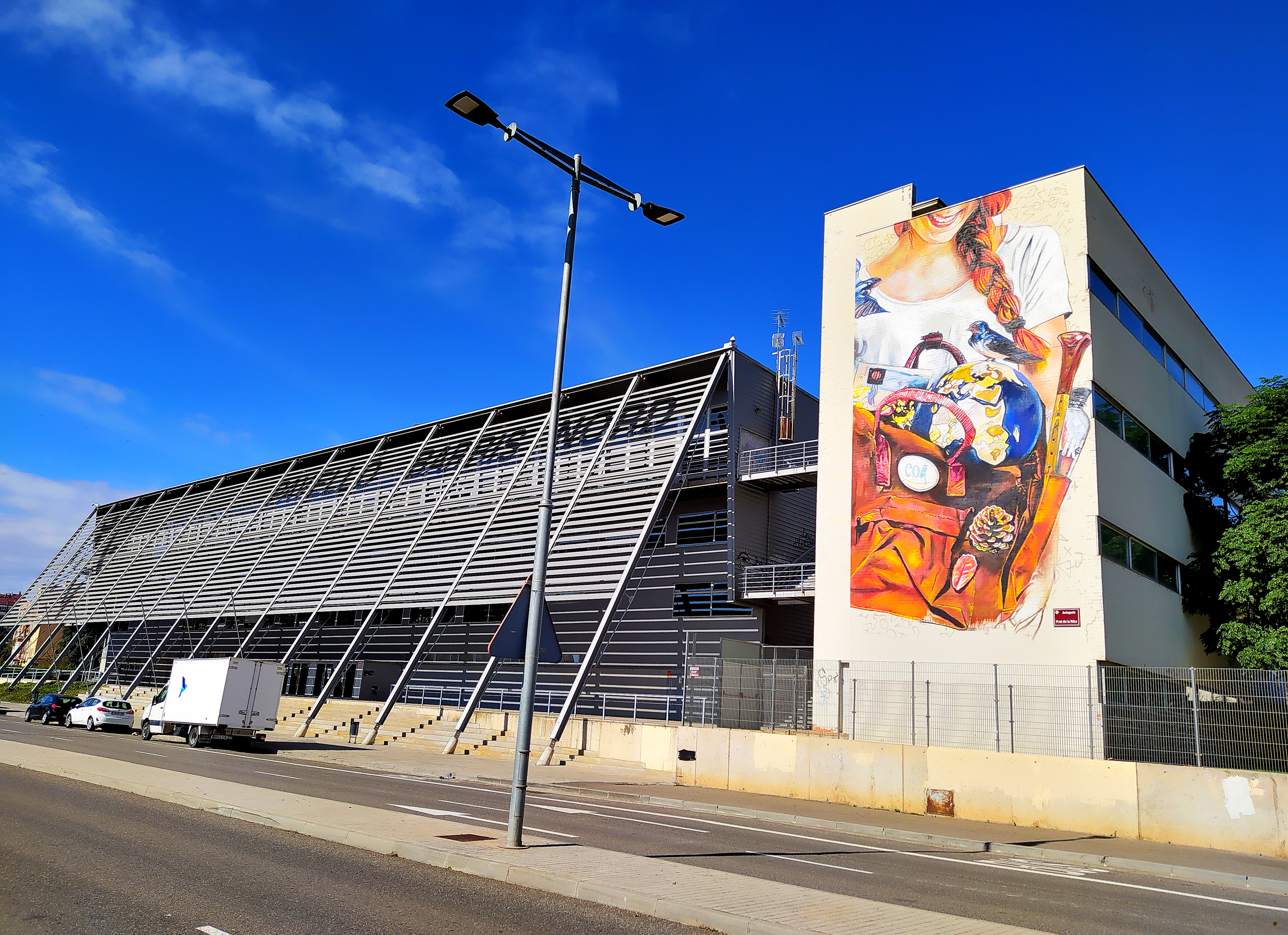
Die Nordseite des Pavelló Barris Nord (Oktober 2020)